# Historia Żydów w Lublinie
| Rok  | Mieszkańcy |
| ---- | ---------- |
| 1568 | 500        |
| 1602 | 2000       |
| 1787 | 4231       |
| 1865 | 12 992     |
| 1931 | 38 937     |
| 1939 | 42 830     |
| 1945 | 4553       |
| 1990 | 10         |
| 2007 | 20         |

Historia Żydów w Lublinie – liczy około 700 lat i jest o rok dłuższa od uzyskania praw miejskich przez Lublin. Były w niej długie okresy religijnej tolerancji i pomyślnej koniunktury dla lubelskiej wspólnoty żydowskiej, które zakończyła niemal całkowita eksterminacja (holokaust) podczas okupacji Polski przez nazistowskie Niemcy.
Lublin przez ten cały okres był symbolem żydowskiej ortodoksji, rozwoju kultury języka hebrajskiego i jidysz oraz rozwoju żydowskiej nauki, z tego powodu zaczęto go nazywać „żydowskim Oxfordem”, czy „Jerozolimą Królestwa Polskiego”.

## Średniowiecze
Pierwsze wzmianki o ludności żydowskiej zamieszkującej na stałe Lublin pochodzą z 1316 roku. Zamieszkiwała ona wyznaczony rewir na przedmieściach miasta, zwany Piaskami Żydowskimi.
Prawdopodobnie w 1336 lub 1396 roku powstała samodzielna gmina żydowska, skupiająca w tamtym czasie kilkudziesięciu Żydów. W tym samym czasie król Kazimierz III Wielki nadał przywilej pozwalający na osiedlanie się Żydom na stoku wzgórza zamkowego, zwanym Podzamczem. Wkrótce na jej terenie rozwinęła się odrębna dzielnica żydowska. W 1453 roku król Kazimierz IV Jagiellończyk nadał Żydom w Lublinie przywilej swobodnego handlu.
W 1475 roku w Lublinie schronił się zbiegły z Trydentu, oskarżony o mord rytualny na chrześcijańskim chłopcu, rabin Jakob.

## XVI – XVII wiek
Na przełomie XVI i XVII wieku nastąpił największy rozwój lubelskiej gminy żydowskiej. W tym czasie gmina uzyskała szereg przywilejów królewskich, m.in. na budowę nowej murowanej synagogi oraz szpitala. W 1518 roku z inicjatywy Szaloma Szachny otworzono tu jesziwę, którą w 1567 roku zrównano z innymi wyższymi uczelniami. Jesziwa ta wkrótce stała się znana w całej żydowskiej Europie.
W 1523 roku lubelscy Żydzi uzyskali równe z mieszczanami prawa i przywileje w zamian za udział w budowie umocnień wokół miasta. W tym okresie zaczęły pojawiać się liczne jarmarki, na które zaczęli zjeżdżać z całej Polski liczni kupcy żydowscy, którzy w bardzo szybkim tempie zaczęli się bogacić, co stanowiło konkurencję dla kupców chrześcijańskich.
Ci ostatni zdołali uzyskać od króla Zygmunta Starego przywilej De non tolerandis Judaeis, znacznie ograniczający, wręcz zabraniający osobom wyznania mojżeszowego prowadzenia działalności gospodarczej oraz stałe osiedlanie się w obrębie murów miejskich. Około 1541 roku założono cmentarz, w późniejszym okresie zwany starym.
W 1547 roku z inicjatywy Chaima Szwarca założono, pierwszą w Lublinie oraz jedną z pierwszych w Polsce, drukarnię hebrajską. Drugą drukarnię założono w 1578 roku przez Kalonimusa, syna Mordehaja Jaffe. Obydwie zdobyły wielką sławę w ówczesnej Polsce, jak i Europie Środkowej.
Jednym z największych dokonań gminy żydowskiej w tym czasie było wzniesienie w 1567 roku jesziwy oraz Wielkiej Synagogi, nazwanej w późniejszym okresie synagogą Maharszala, na cześć rabina i rektora Salomona Lurii. W 1581 roku powstał, działający do 1764 roku, Sejm Czterech Ziem (hebr. Waad Arba Aracot).
W okresie XVI wieku w mieście działało wielu wybitnych talmudystów, m.in. Meir Aszkenazy, Mordehaj Jaffe czy Meir ben Gedalia. W 1568 roku mieszkało w Lublinie około 500 Żydów. W tym samym roku miasto żydowskie w Lublinie otrzymało przywilej De non tolerandis Christianis.
W 1587, wśród powszechnego entuzjazmu, rabin Saul Wahl został okrzyknięty przez szlachtę królem. Jego panowanie miało trwać tylko jedną noc, miał wtedy wydać wiele nowych praw i przywilejów poprawiających położenie Żydów w Polsce.
W 1602 roku w Lublinie żyło około 2000 Żydów. W 1616 roku wybudowano kolejną synagogę, nazwaną na cześć rabina lubelskiego Meira ben Gedalii, zwanego Maharamem.
Najtragiczniejszym momentem tamtego okresu w historii lubelskiej gminy żydowskiej jest najazd kozacko-moskiewski w 1655 roku. Wówczas wymordowano około 2000 Żydów oraz doszczętnie zniszczono miasto żydowskie i synagogę na Podzamczu. Ocaleni Żydzi zaczęli wynajmować lokale mieszkaniowe w dzielnicy chrześcijańskiej od bogatych mieszczan oraz duchowieństwa, którzy liczyli na duże zyski.
W XVII wieku duża grupa Żydów zaczęła się osiedlać również na Kalinowszczyźnie, która była podkahałem gminy lubelskiej. Wkrótce przy obecnej ulicy Towarowej wzniesiono synagogę.

## XVIII i XIX wiek

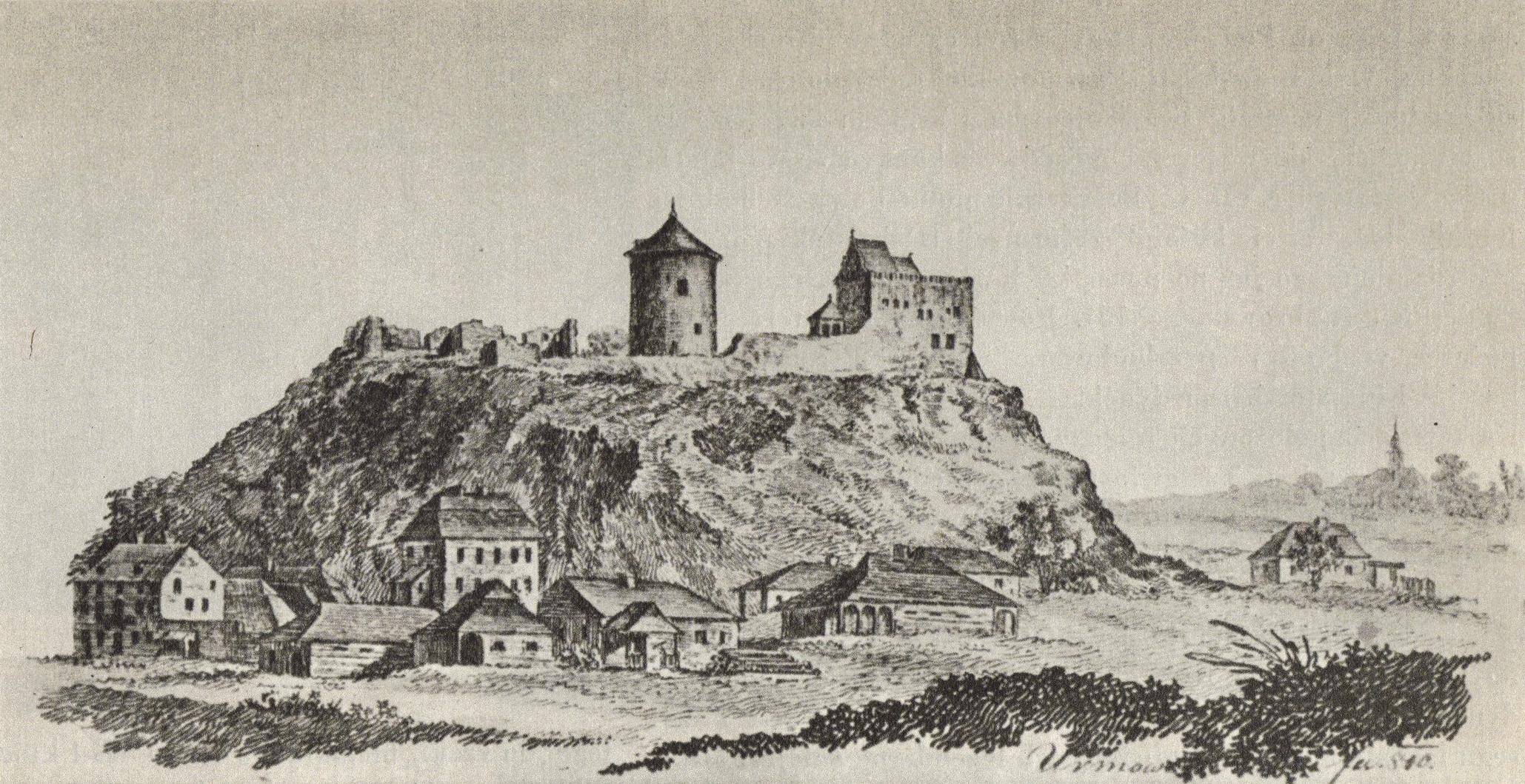
Dzielnica żydowska i zamek na rysunku z 1810 roku

W drugiej połowie XVIII wieku odrodziła się lubelska gmina żydowska i już w 1787 roku w mieście mieszkało 4231 osób wyznania mojżeszowego. Na początku XVII wieku Żydzi zaczęli się osiedlać na Piaskach, gdzie posiadali własną synagogę oraz w Wieniawie, gdzie również była osobna synagoga.
Na początku XIX wieku w Lublinie za sprawą Jakuba Izaaka Horowitza nastąpił znaczny rozwój chasydyzmu. W 1794 otworzył on własną synagogę. Była to pierwsza legalna chasydzka bożnica w centralnej Polsce. W 1829 roku przy ulicy Walecznych założono nowy cmentarz żydowski.
W 1854 roku ze względu na fatalny stan techniczny doszło do katastrofy budowlanej synagogi Maharszala, w której zawaliły się stropy. W 1866 roku zakończono odbudowę synagogi; ze starej bożnicy zachowano jedynie pierwotny obrys murów zewnętrznych.
Wkrótce również powstała lokalna chasydzka dynastia cadyków, której założycielem był Lejb Jehuda Eiger, zwany Płaczącym Cadykiem. Założył on również własną synagogę, mieszczącą się w jego prywatnym dworze przy ulicy Szerokiej 40. W 1886 z inicjatywy bogatych Żydów powstał Szpital Żydowski, przy ulicy Lubartowskiej 81. W 1939 roku był on najnowocześniejszym szpitalem w ówczesnej Polsce. W końcu XIX wieku w mieście istniały 43 chedery.
W 1865 roku w mieście mieszkało już 12 992 osób wyznania mojżeszowego, czyli 59,2% ogółu wszystkich mieszkańców Lublina. W tym czasie pojawiła się żydowska inteligencja, dążąca do asymilacji kulturowej z ludnością polską.
W 1862 roku wydano dekret równouprawnienia ludności żydowskiej w Królestwie Polskim, poprzez co elita żydowska zaczęła osiedlać się w centrum miasta i na Krakowskim Przedmieściu.

## 1901–1939

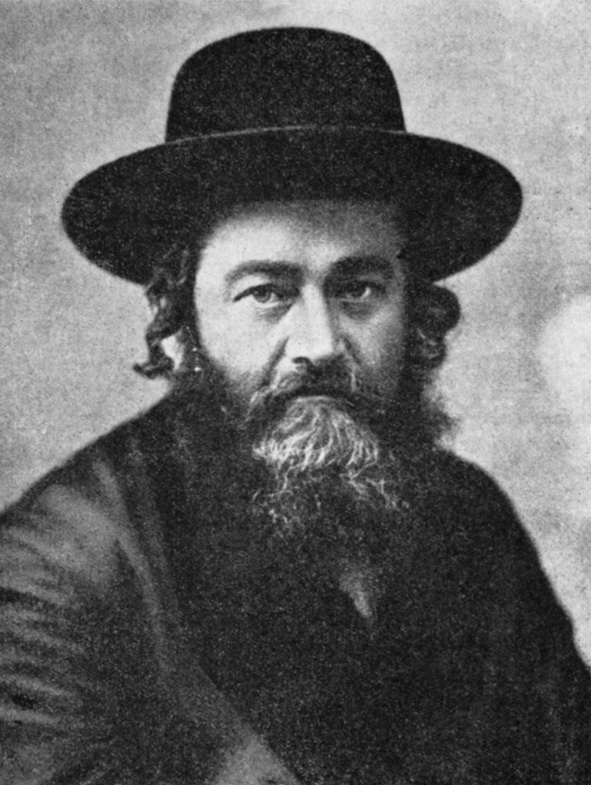
Rabin Majer Jehuda Szapira

Koniec XIX i początek XX wieku to znaczny rozwój żydowskiej nauki, polityki i życia kulturalnego. W tym czasie różne grupy społeczne, zawodowe i chasydzkie zaczęły zakładać własne prywatne bożnice, przeważnie umiejscowione w kamienicach na piętrze, czy w oficynach. W 1917 do lubelskiej gminy żydowskiej została przyłączona gmina wieniawska.
W 1908 roku powstało żydowskie towarzystwo społeczno-kulturalne „Hazomir”, a w 1910 roku towarzystwo dla upowszechniania języka i kultury żydowsko-hebrajskiej „Chowej Sfos Ewer”. Działacze tej pierwszej w 1908 roku, przy ulicy Rybnej 8 otworzyli własną synagogę.
Po zakończeniu I wojny światowej i odzyskaniu niepodległości przez państwo polskie, następuje największy w historii rozwój życia żydowskiego. Założono kilka szkół, liczne organizacje, teatry amatorskie, biblioteki, drukarnie czy kluby kulturalne. Zaczęto również zakładać liczne zakłady produkcyjne.
W 1930 roku za sprawą Majera Szapiry nastąpiło uroczyste otwarcie gmachu Jeszywas Chachmej Lublin, największej i najbardziej prestiżowej szkoły rabinackiej na świecie. W jej gmachu mieściła się synagoga, biblioteka z bardzo bogatym księgozbiorem, który liczył sobie 22 tys. pozycji książek, głównie literatury rabinicznej i 10 tys. czasopism. W piwnicy mieściła się najbardziej koszerna z koszernych mykw na świecie. Obok niej funkcjonowało jeszcze szereg innych, również wpływowych szkół.
W 1921 roku przeprowadzono spis ludności. Do pochodzenia żydowskiego przyznało się w Lublinie około 56% jego mieszkańców. W późniejszych latach wraz z przyrostem naturalnym i emigracyjnym ich procent malał.
W 1931 roku w Lublinie żyło 38 937 Żydów, którzy stanowili 34,6% ogółu mieszkańców.
W 1930 roku zmarł cadyk Izrael Eiger, którego następcą zostaje jego młodszy brat Salomon, który po śmierci Majera Szapiry został rektorem Jeszywas Chachmej Lublin.
W 1936 roku z inicjatywy Bundu, na rogu ulic Czwartek i Szkolnej rozpoczyna się budowa Żydowskiego Domu Ludowego, którego budowę przerwała II wojna światowa. W przededniu wojny w Lublinie mieszkało 42 830 osób wyznania mojżeszowego, stanowiących 31% ogółu wszystkich mieszkańców Lublina. Gmina żydowska posiadała trzy cmentarze, jedenaście synagog, szpital, dwie mykwy, kilkadziesiąt szkół w tym Talmud-Torę oraz Jawnę, bibliotekę Tabrut oraz wiele innych instytucji. Oprócz nich istniało jeszcze około 100 prywatnych bożnic. Wydawany był dziennik „Lubliner Togblat”.

## II wojna światowa

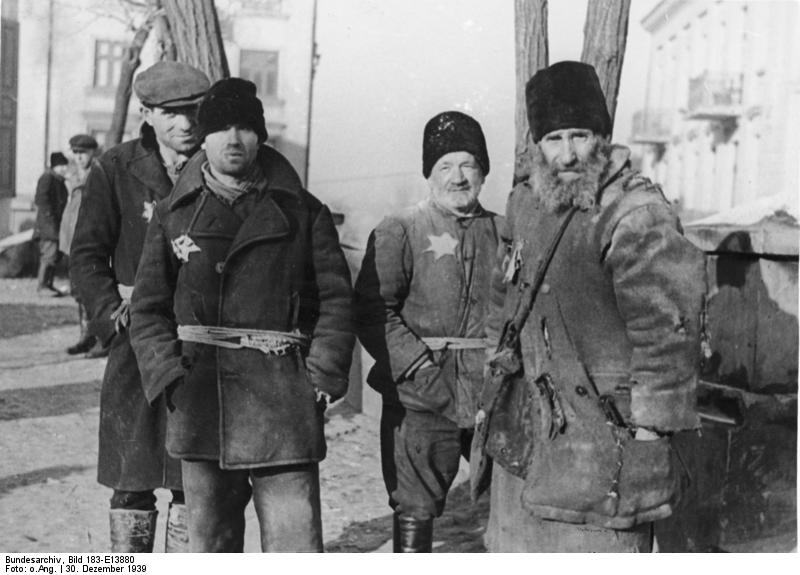
Żydzi z lubelskiego getta, 30 grudnia 1939 roku

Podczas II wojny światowej, po wkroczeniu wojsk niemieckich do Lublina, rozpoczęły się masowe prześladowania ludności żydowskiej. W styczniu 1940 roku powołano Judenrat, na którego czele stanął Henryk Bekker zastąpiony w 1942 roku przez Marka Altena. W marcu 1941 roku Niemcy utworzyli getto na terenie miasta żydowskiego na Podzamczu. Uwięzili w nim ponad 34 tysiące Żydów. W mieście funkcjonowało jeszcze 6 mniejszych obozów pracy oraz na przedmieściach miasta w Majdanku, obóz koncentracyjny.
Ze względu na zakaz odbywania zbiorowych modłów w synagodze Maharszala znajdowało się schronisko dla ubogich, uchodźców, wysiedleńców oraz stołówka dla biednych. W Jeszywas Chachmej Lublin mieściła się siedziba żandarmerii wojskowej. Z bogatego księgozbioru jesziwy większość książek została publicznie spalona przez nazistów w 1940 roku. Cenniejsze pozycje przenieśli oni do biblioteki miejskiej im. H. Łopacińskiego i Muzeum Lubelskiego. Ich dalszy los jest mało znany.
Tragiczny los spotkał również budynek Szpitala Żydowskiego. Został ograbiony z cennej aparatury medycznej, a 27 marca 1942 roku hitlerowcy wymordowali wszystkich pacjentów i część personelu.

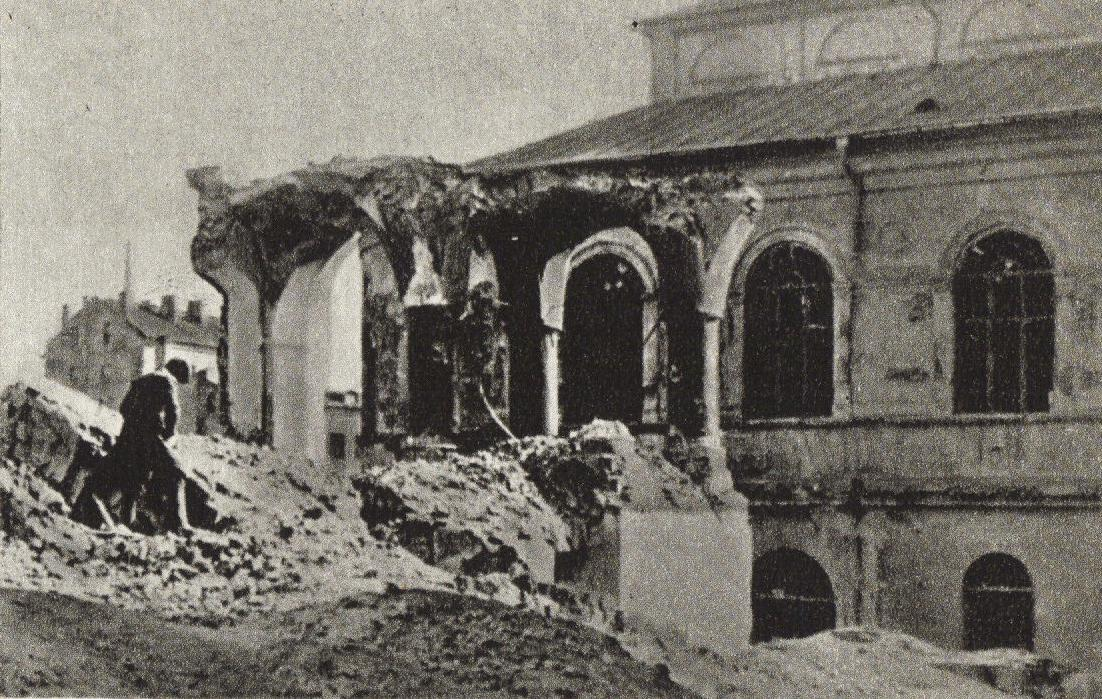
Burzenie dzielnicy żydowskiej w Lublinie przez nazistów w latach 1942–1943. Na pierwszym planie resztki bimy w sali modlitewnej przy ul. Jatecznej, w głębi synagoga Maharszala.

Na przełomie marca i kwietnia 1942 roku około 30 tysięcy osób wywieziono do obozu zagłady w Bełżcu, zaś 4 tysiące do Majdanu Tatarskiego. Kolejną wielką akcję eksterminacyjną przeprowadzono we wrześniu 1942 roku, kiedy to Niemcy rozstrzelali na miejscu około 2000 osób. Następną przeprowadzono w październiku tegoż roku; zgładzono w niej ponad 1800 osób. Ostatnich lubelskich Żydów wywieziono do obozu koncentracyjnego na Majdanku w listopadzie 1942 roku. W tym samym roku hitlerowcy wysadzili w powietrze synagogę Maharszala, po której pozostały jedynie ruiny oraz bima.
W latach 1942–1943 Niemcy przeprowadzili akcję wyburzania getta żydowskiego, wykorzystując do wykonania tego zadania więźniów z obozu koncentracyjnego na Majdanku. W okresie okupacji zginęła znaczna część społeczności żydowskiej, ponadto naziści wyniszczyli zniszczyli jej dorobek kulturalny i materialny.

## 1944–1989

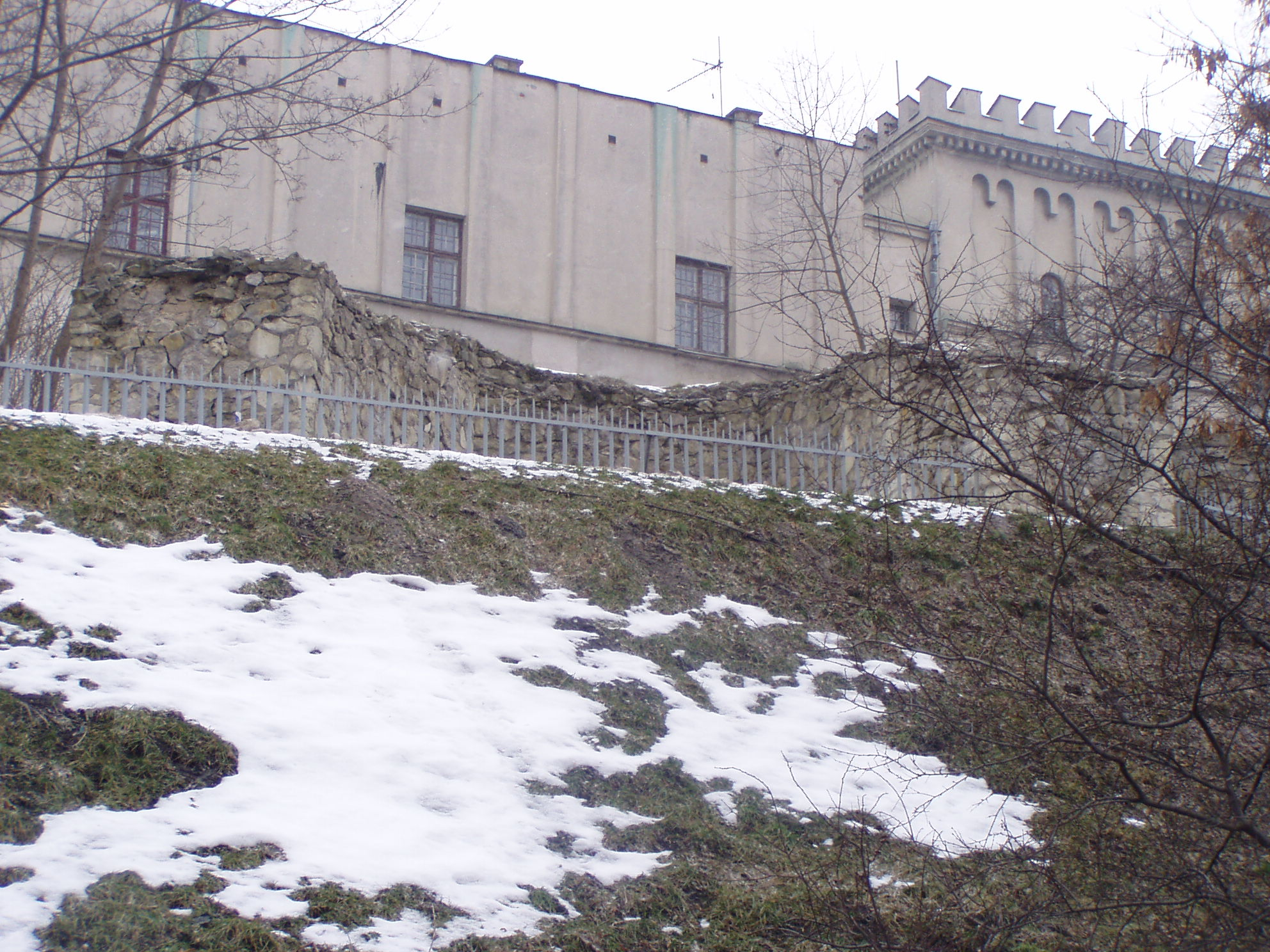
Resztki baszty zwanej żydowską

Po zajęciu Lublina przez wojska sowieckie w 1944 roku, powołano pierwszą powojenną organizację żydowską – Centralny Komitet Żydów Polskich, którego zadaniem była rejestracja oraz pomoc ocalonym z Holocaustu Żydom. Wkrótce powstał sierociniec dla dzieci ocalonych z obozu zagłady na Majdanku. W 1945 roku w Lublinie mieszkało 4553 osób narodowości żydowskiej, jednak liczba ta szybko spadała z uwagi na dość masową emigrację do nowo powstałego państwa Izrael; ze względu na znaczne zmniejszenie się populacji żydowskiej w mieście, w 1949 roku szkoła podstawowa Poalej Syjon zaprzestała działalności.
Po wojnie monumentalny budynek dawnej Jeszywas Chachmej Lublin został przejęty przez Akademię Medyczną i służył do 2005 roku jako Collegium Maius. W Szpitalu Żydowskim urządzono klinikę ginekologiczno-położniczą, a nowy cmentarz żydowski został podzielony na dwa place o powierzchni 3,5 hektara każdy, ze względu na budowę drogi przez jego środek.
W 1954 roku na polecenie władz miejskich zostały wyburzone ruiny synagogi Maharszala. Jedyną wówczas czynną synagogą była bożnica Chewra Nosim. W 1984 roku ze względu na brak minjanu w bożnicy zawieszono odprawianie nabożeństw szabatowych oraz świątecznych. W 1987 roku przeszła remont i obecnie okazjonalnie odbywają się tutaj uroczystości religijne. W sali głównej urządzono Izbę Pamięci Żydów Lublina prezentującą sprzęty liturgiczne, zdjęcia, dokumenty, stare księgi, tablica pamięci Polaków, którzy nieśli pomoc Żydom w czasie okupacji niemieckiej oraz inne ciekawe eksponaty.
Znaczny spadek ludności żydowskiej w Lublinie nastąpił po wydarzeniach z marca 1968 roku. Rozwiązano kilka organizacji i stowarzyszeń. Wówczas w mieście pozostało kilkudziesięciu Żydów.
Pod koniec lat 80. nowy cmentarz żydowski objęła opieką Fundacja Sary i Manfreda Frenklów. W 1989 roku nastąpiło wpisanie obiektu do rejestru zabytków. Wybudowano również budynek z Izbą Pamięci oraz małą bożnicą. W tym czasie większość zachowanych zabytków kultury żydowskiej zostało upamiętnionych specjalnymi tablicami pamiątkowymi.

## Po 1989

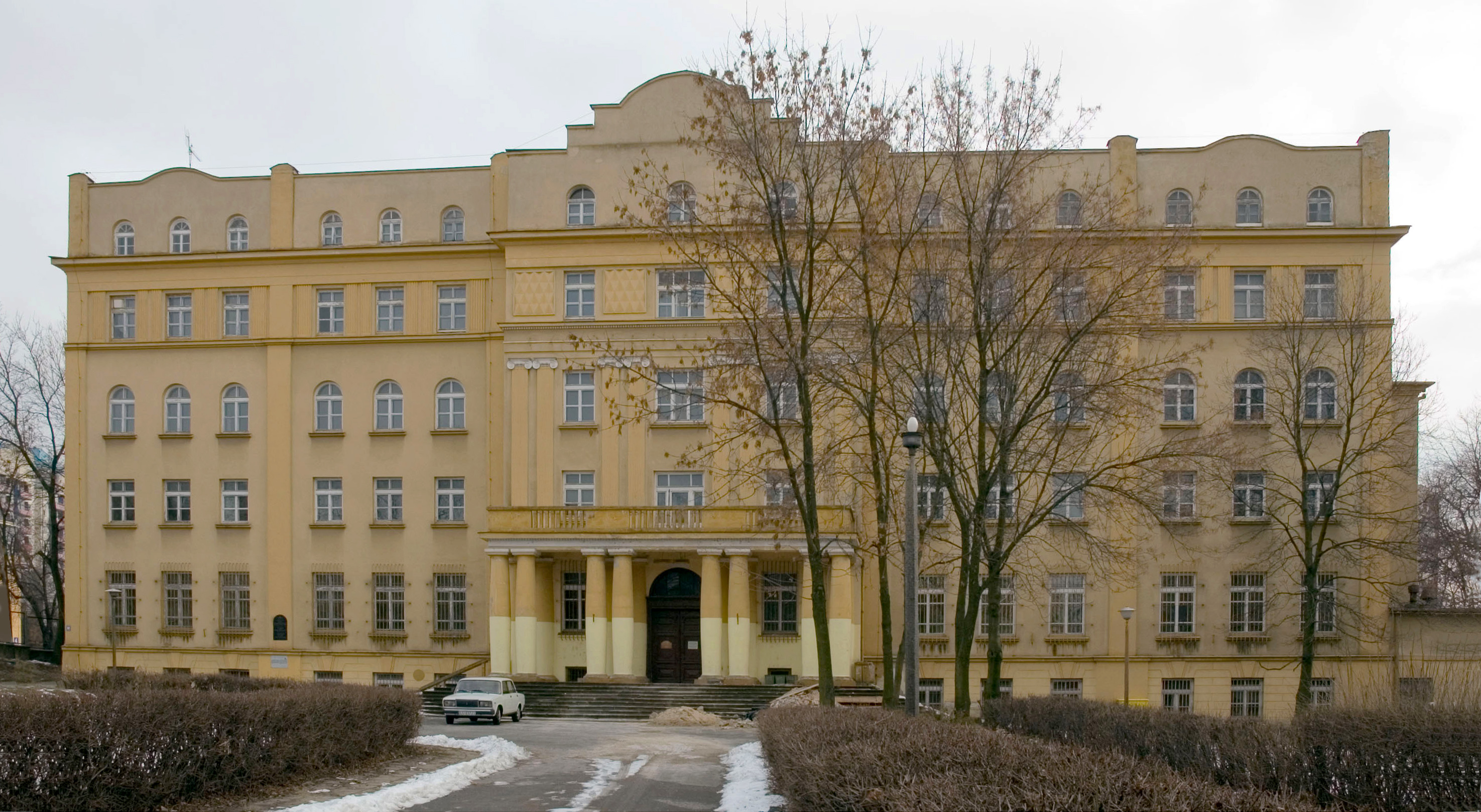
Budynek Jeszywas Chachmej Lublin

Od lat 90. XX wieku trwa powolne odradzanie się życia religijnego i kulturalnego lubelskich Żydów, których w mieście w 1990 roku mieszkało tylko 10.
Społeczność żydowska spotykał się w trakcie świąt religijnych w Izbie Pamięci Żydów Lublina ul. Lubartowska 10 /dawna synagoga Chewra Nosim/. Prowadzono regularnie naukę języka hebrajskiego dla osób pochodzenia żydowskiego oraz Polaków. Prowadzono też stałą prezentacje zbiorów dotyczących historii gminy żydowskiej w Lublinie w pomieszczeniach Izby.
29 czerwca 2001 roku został otwarty Szlak Pamięci Żydów Lubelskich. Trasa długości dwa i pół kilometra przebiega przez 13 obiektów i miejsc związanych z historią żydowskiej społeczności w Lublinie. Szlak rozpoczyna się u podnóża Zamku Lubelskiego, gdzie znajdowała się dawna dzielnica żydowska a kończy przy Bramie Grodzkiej na Starym Mieście, gdzie kończyła się ta dzielnica.
Największy rozwój nastąpił począwszy od 2003 roku, kiedy to Gmina Wyznaniowa Żydowska w Warszawie, odzyskała budynek Jeszywas Chachmej Lublin i rozpoczęła jego remont.
22 stycznia 2006 roku w jednym z mniejszych pomieszczeń na parterze jesziwy, zaraz po przeniesieniu do odzyskanego budynku biur filii lubelskiej Gminy Wyznaniowej Żydowskiej w Warszawie utworzono tymczasową salę modlitewną, która z założenia, służyła lokalnej społeczności do czasu uroczystego otwarcia odremontowanej synagogi właściwej.
11 lutego 2007 została tam ponownie otwarta synagoga, która służy lubelskiej społeczności żydowskiej oraz licznie odwiedzającym to miasto chasydom i grupom żydowskich turystów. W salach przylegających do synagogi można oglądać wystawę dokumentującą historię jesziwy oraz upamiętniającą postać jej założyciela, rabina Majera Szapiry. Według planów w podziemiach budynku ma powstać pierwsze w Europie Muzeum Chasydyzmu. Obecnie lubelska społeczność żydowska liczy ponad 20 osób i cały czas się zwiększa. Przewodniczącym lubelskiej gminy żydowskiej do 2021 roku był Roman Litman.

## Istniejące obecnie obiekty związane z lubelskimi Żydami
- Synagoga Chewra Nosim – jedna z trzech czynnych synagog w Lublinie, mieszcząca się w kamienicy przy ulicy Lubartowskiej 10.
- Jeszywas Chachmej Lublin – założona przez rabina Majera Jehudę Szapirę w 1930 roku, była największą uczelnią talmudyczną na świecie. Mieści się przy ulicy Lubartowskiej 85.
- Szpital Żydowski – szpital, dawniej należący do gminy żydowskiej. Obecnie klinika ginekologiczno-położnicza. Znajduje się przy ulicy Lubartowskiej 81.
- Żydowski Dom Ludowy – zbudowany w latach 1936–1939 z inicjatywy lewicowej organizacji „Bund”. Mieści się na rogu ulic Czwartek i Szkolnej.
- Żydowski Dom Starców i Sierot – mieścił pomieszczenia przeznaczone dla sierot, kalek oraz starców. W innych pomieszczeniach znajdowały się również biura Gminy Wyznaniowej Żydowskiej w Lublinie. Znajduje się przy ulicy Grodzkiej 11.
- Brama Grodzka, dawniej zwana Żydowską – stanowiła historyczną granicę pomiędzy miastem chrześcijańskim a żydowskim.
- Stary cmentarz żydowski – najstarszy cmentarz żydowski w Lublinie i jeden z najstarszych w Polsce. Mieści się przy ulicy Siennej.
- Nowy cmentarz żydowski – jedyny czynny cmentarz żydowski w Lublinie. Mieści się przy ulicy Walecznych.
- Budynek Centralnego Komitetu Żydów w Polsce oraz Wojewódzkiego Komitetu Żydów w Lublinie – przy rogu ulic Noworybnej i Rybnej. Mieścił do 1945 roku Centralny Komitet Żydów w Polsce, a do 1949 roku Wojewódzki Komitet Żydów w Lublinie.
- Tablica pamiątkowa upamiętniająca miejsce w którym stała synagoga Maharszala. Po synagodze zachował się jedynie niewielki fragment kamiennego muru. Mieści się przy Alei Tysiąclecia.
- Tablica pamiątkowa przedstawiająca plan byłego miasta żydowskiego. Mieści się przy placu Zamkowym.
- Tablica pamiątkowa znajdująca się na zamku, upamiętniająca tysiące wymordowanych ofiar na zamku podczas II wojny światowej.
- Tablica pamiątkowa upamiętniająca cadyka Jakuba Icchaka Horowica-Szternfelda. Znajduje się na budynku znajdującym się na placu Zamkowym 10.
- Pomnik Ofiar Getta Lubelskiego, odsłonięty w 1962 roku.
- Ruiny tzw. baszty żydowskiej – baszta, którą prawdopodobnie opiekowali się Żydzi.

## Sławni przedstawiciele społeczności lubelskich Żydów
- Jakub Izaak Horowic (1745–1815) – chasydzki rabin, przywódca ruchu chasydzkiego.
- Lejb Jehuda Eiger (1813–1888) – rabin, cadyk lubelski, założyciel dynastii chasydzkiej z Lublina.
- Abraham Eiger (1847–1914) – rabin i uczony, w latach 1882–1914 cadyk lubelski.
- Izrael Eiger (zm. 1930) – rabin i uczony, w latach 1914–1930 cadyk lubelski.
- Salomon Eiger (1871–1942) – rabin i uczony, w latach 1930–1942 cadyk lubelski.
- Salomon Luria (1510–1574) – rabin aszkenazyjski, znawca i komentator Halachy i Talmudu.
- Majer Szapira (1887–1933) – rabin lubelski, założyciel Jeszywas Chachmej Lublin.
- Franciszka Arnsztajnowa (1865–1942) – poetka.
- Marek Arnsztajn (1855–1930) – lekarz, znany działacz społeczny i polityczny.
- Malwina Mejerson (1839–1921) – powieściopisarka pisząca w języku polskim.
- Emil Mejerson (1859–1933) – filozof.
- Anna Langfus (1920–1966) – pisarka francuska, laureatka Nagrody Goncourtów w 1962 r.
- Szalom Szachna (1510–1558) – rabin lubelski, znany talmudysta i uczony.
- Symche Trachter (1893–1942) – malarz i grafik.
- Cwi-Hirsz ben Zacharia Mendel (zm. 1690) – rabin i uczony.
- Jehuda Lejbel ben Meir Aszkenazy (zm. 1597) – znany talmudysta i uczony.
- Szloma Herszenhorn (1888–1953) – lekarz, działacz społeczny, członek Bundu.
- Saul Wahl (1541–1617) – legendarny, jednodniowy król Polski.
- Jakub Honigsman (1922 – 2008) – radziecki i ukraiński ekonomista i historyk.

oraz Zalkind Horowitz, Szlomo Baruch Nisenbaum, Nachum Blumental, Jakub Glatsztejn, Bela Szapiro, Bela Dobrzyńska, Abraham Stern, Hirsz Doktorowicz i wiele innych.

## Żydowski Lublin w kulturze
Isaac Bashevis Singer, pisarz-noblista tworzący w języku jidysz, w swej twórczości powracał do przedwojennego Lublina; szczególny obraz miasta pojawił się w powieści Sztukmistrz z Lublina, najsłynniejszym dziele tego pisarza.